# Christian Heinrich Theodor Schreger
Christian Heinrich Theodor Schreger (* 20. Januar 1768 in Zeitz; † 29. Dezember 1833 in Halle (Saale)) war ein deutscher Arzt und Chemiker. 
Der Sohn des Konrektors Nathanael Glaubrecht Schreger und Bruder von Bernhard Nathanael Gottlob Schreger begann 1785 in Leipzig sein Studium der Rechte. Auf Anraten seines Arztes wechselte er jedoch zur Lehre der Landwirtschaft, übernahm eine Hauslehrerstelle und wurde Ökonomie-Verwalter eines Rittergutes. Nach Drängen seines Bruders nahm er 1794 ein Studium der Medizin in Wittenberg auf und setzte es in Altdorf und später in Erlangen fort. Er wurde in Erlangen 1800 zum Dr. med. promoviert und ließ sich dort als praktischer Arzt nieder. 
1810 berief man ihn zum dritten ordentlichen Professor der Chemie und Arzneimittellehre (Pharmazie) an die Universität Wittenberg. 
Nach Ausbrechen von Unruhen ging er nach Schmiedeberg und verfasste das Kosmetische Taschenbuch für Damen (1812), bevor er 1816 als ordentlicher Professor der Medizin wieder an die Universität Halle zurückkehrte.

## Werke
- Kurze Beschreibung der chemischen Geräthschaften älterer und neuerer Zeit als Beitrag zur Geschichte der Erfindungen in der Chemie. Fürth im Bureau für Literatur, 1802
- Tabellarische Charakteristik der ächten und unächten Arzneikörper für Aerzte, Apotheker und Droguisten. Fürth im Bureau für Literatur, 1804 (Digitalisat)
- Versuch einer vergleichenden Anatomie des Auges und der Thränenorgane des Menschen nach Alter, Geschlecht, Nation u.s.w. und der übrigen Thierklassen. Leipzig 1810.